# NGC 5426
NGC 5426 est une galaxie spirale située dans la constellation de la Vierge. NGC 5426 a été découverte par l'astronome germano-britannique William Herschel en 1785.

## Description
La vitesse de NGC 5426 par rapport au fond diffus cosmologique est de 2 857 ± 20 km/s, ce qui correspond à une distance de Hubble de 42,1 ± 3,0 Mpc (∼137 millions d'al).
NGC 5426 a été utilisée par Gérard de Vaucouleurs comme une galaxie de type morphologique SA(s)c dans son atlas des galaxies,.
La classe de luminosité de NGC 5426 est III et elle présente une large raie HI. Elle renferme également des régions d'hydrogène ionisé.
À ce jour, huit mesures non basées sur le décalage vers le rouge (redshift) donnent une distance de 33,325 ± 6,950 Mpc (∼109 millions d'al), ce qui est à l'intérieur des valeurs de la distance de Hubble. Notons cependant que c'est avec la valeur moyenne des mesures indépendantes, lorsqu'elles existent, que la base de données NASA/IPAC calcule le diamètre d'une galaxie et qu'en conséquence le diamètre de NGC 5426 pourrait être d'environ 37,0 kpc (∼121 000 al) si on utilisait la distance de Hubble pour le calculer.

## Supernova
Deux supernovas ont été découvertes dans NGC 5426 : SN 1991B et SN 2009mz.

### SN 1991B
Cette supernova a été découverte le 11 janvier 1991 par Saul Perlmutter, Carlton R. Pennypacker, S. Carlson, N. Hamilton, H. Marvin, R. Muller et C. Smith de l'université de Californie à Berkeley. Cette supernova était de type Ia.

### SN 2009mz
Cette supernova a été découverte le 24 décembre 2009 par l'astronome amateur sud africain Berto Monard. Cette supernova était de type Ia.  

## Deux galaxies en interaction
La vitesse radiale de NGC 5427 est presque égale à celle de NGC 5426 et on est certain que ces deux galaxies forment une paire en interaction gravitationnelle. D'ailleurs, toutes les images modernes captées montrent qu'il existe un pont de matière entre les deux galaxies. Cette paire figure dans l'atlas des galaxies particulières de Halton Arp sous la cote Arp 271 et dans Atlas and Catalogue of Interacting Galaxies sous la cote VV 21. Arp note dans son atlas que les bras sont liés (Arms linked) et qu'il existe une bifurcation dans le bras de la galaxie située au nord.

## Groupe de NGC 5427
Selon A. M. Garcia, NGC 5426 fait partie du groupe de NGC 5427. Ce groupe de galaxies compte au moins quatre autres membres, soit NGC 5427, NGC 5468, NGC 5472 et NGC 5493.

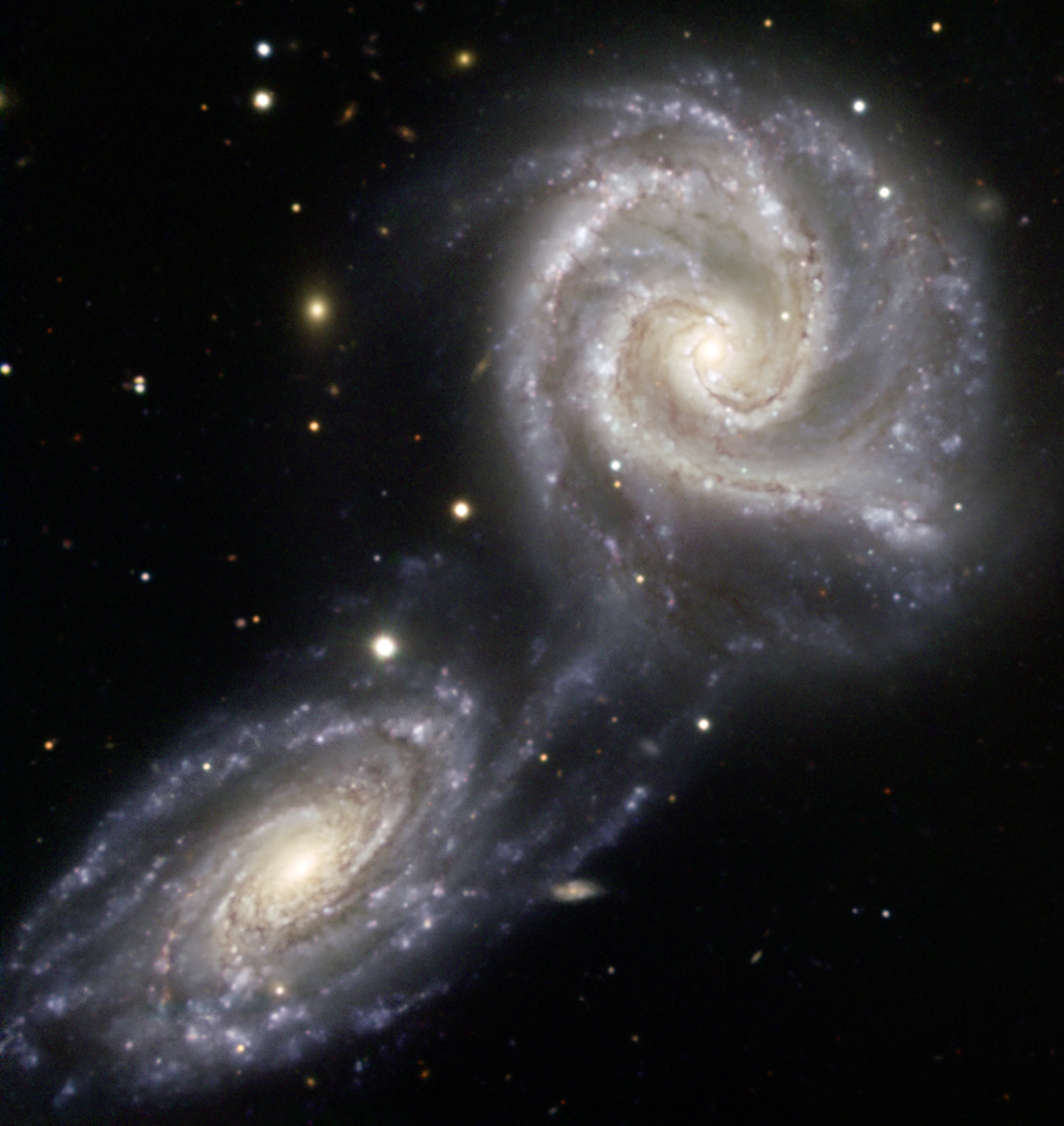
Cette image d'Arp 271 a été prise avec l'instrument EFOSC, attaché au New Technology Telescope. Les données ont été acquises à travers trois filtres différents (B, V et R) pour une durée totale d'exposition de 4 440 secondes. Le champ de vision est d'environ 4 minutes d'arc.
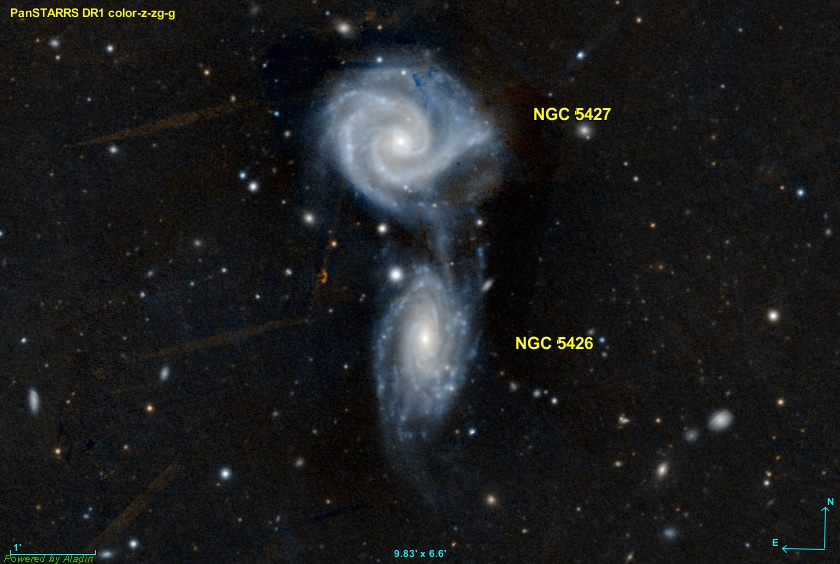
Autre image d'Arp 271 provenant du relevé Pan-STARRS.
Arp 271 captée par le VLT.